# Lăpușnicel
Lăpușnicel là một xã thuộc hạt Caraș-Severin, România. Dân số thời điểm năm 2002 là 1325 người.